# Selección masculina de rugby 7 de Escocia
La selección masculina de rugby 7 de Escocia  es el equipo nacional de la modalidad de rugby 7 gestionada por la Scottish Rugby Union (SRU).
Actualmente no compite en ningún torneo oficial, siendo reemplazado por el seleccionado de Gran Bretaña en el circuito mundial, Juegos Olímpicos y Juegos Europeos.

## Reseña
La selección escocesa de seven participa en la Copa del Mundo; la primera edición se celebró en 1993 y en la que oficiaron de locales al jugarse precisamente en Edimburgo tras una propuesta de la SRU. Desde entonces solo faltó a la edición de Argentina 2001.
También compite anualmente de la Serie Mundial desde su primera edición en 1999, su mejor resultado fue en la temporada 2014-15 al finalizar en el 7º puesto de la clasificación. Al año siguiente vencieron un seven del circuito por primera vez, cuando venció en la final en el Seven de Londres a Sudáfrica por un ajustadísimo 27 - 26.

## Palmarés
- Serie Mundial
  - Seven de Londres (2): 2016, 2017
- Seven de Kelso: 1996
- Seven de Selkirk: 1996

## Participación en copas
| - Edimburgo 1993: 14º puesto - Hong Kong 1997: 11º puesto - Mar del Plata 2001: no participó - Hong Kong 2005: 5º puesto - Dubái 2009: 9º puesto - Moscú 2013: 11º puesto - San Francisco 2018: 7º puesto - Ciudad del Cabo 2022: 16º puesto - Kuala Lumpur 1998: no participó - Mánchester 2002: 9º puesto - Melbourne 2006: 11º puesto - Delhi 2010: 6º puesto - Glasgow 2014: 7º puesto - Gold Coast 2018: 6º puesto - Birmingham 2022: 6º puesto | - Serie Mundial 99-00: 16.º puesto (2 pts) - Serie Mundial 00-01: 19.º puesto (0 pts) - Serie Mundial 01-02: 10.º puesto (13 pts) - Serie Mundial 02-03: 13.eɽ puesto (5 pts) - Serie Mundial 03-04: 10.º puesto (12 pts) - Serie Mundial 04-05: 9.º puesto (20 pts) - Serie Mundial 05-06: 10.º puesto (12 pts) - Serie Mundial 06-07: 9.º puesto (26 pts) - Serie Mundial 07-08: 10.º puesto (26 pts) - Serie Mundial 08-09: 9º puesto (24 pts) - Serie Mundial 09-10: 12º puesto (12 pts) - Serie Mundial 10-11: 11º puesto (12 pts) - Serie Mundial 11-12: 10.º puesto (48 pts) - Serie Mundial 12-13: 13.eɽ puesto (51 pts) - Serie Mundial 13-14: 12º puesto (61 pts) - Serie Mundial 14-15: 7º puesto (89 pts) - Serie Mundial 15-16: 10.º puesto (87 pts) - Serie Mundial 16-17: 7º puesto (109 pts) - Serie Mundial 17-18: 12º puesto (55 pts) - Serie Mundial 18-19: 10.º puesto (72 pts) - Serie Mundial 19-20: 11º puesto (37 pts) - Serie Mundial 20-21: no participó - Serie Mundial 21-22: 13.º puesto (43 pts) |